# Никола Аврамов (дарител)
Вижте пояснителната страница за други личности с името Никола Аврамов.
Никола Аврамов е виден трънски общественик, дарител.

## Биография
Роден е около 1866 година в Крушево, тогава в Османската империя. Остава рано без баща на 12-години заминава да работи с майстори в София и Дупница. Установява се в Трън и става слуга в сладкарницата на Илия Георгиев-Пирочанеца, след което и негов съдружник. В 1892 г. Аврамов открива свой железарски магазин и натрупва голямо състояние. Умира в Трън в 1924 година.
В завещание си от 4 декември 1921 г. Аврамов дарява 50 000 лева на Министерство на народното просвещение за образуване на фонд за издръжка и подпомагане на бедни ученици от Трънското основно училище. Фондът е основан на 21 януари 1925 година със заповед на министър Александър Цанков. Към 1 януари 1939 г. фондът разполага със 107 100 лв., към 1 януари 1942 г. – със 106 900 лв., а към 1 януари 1948 г. – със 150 000 лв. От 1936 до 1948 г. има между 6300 и 5400 лв. приходи, с които училищното настоятелство в Трън купува дрехи и обувки, които се раздават на бедни ученици. Фондът е закрит през 1948 г., когато фонд „Завещатели и дарители" при Министерство на народната просвета се влива в държавния бюджет.